# Pseudorhombus megalops
Pseudorhombus megalops är en fiskart som beskrevs av Fowler, 1934. Pseudorhombus megalops ingår i släktet Pseudorhombus och familjen Paralichthyidae. Inga underarter finns listade i Catalogue of Life.